# Amine Salama
Amine Salama (Parigi, 18 luglio 2000) è un calciatore francese, attaccante dello Stade Reims.

## Carriera
Cresciuto nel settore giovanile del Montrouge 92, agli inizi del 2022 è stato acquistato dal Dunkerque, con cui ha esordito il 28 gennaio seguente, in occasione dell'incontro di Ligue 2 pareggiato per 1-1 contro il Paris FC. Conclude la sua prima stagione tra i professionisti con 11 presenze.
In estate si trasferisce all'Angers, firmando un contratto quadriennale. Esordisce in Ligue 1 il 7 agosto, nel pareggio casalingo per 0-0 contro il Nantes. Trova la sua prima rete con la squadra e in campionato sette giorni dopo, nel pareggio per 2-2 sul campo dell'Auxerre.
Il 30 giugno 2023 viene acquistato dallo Stade Reims.
Il 3 febbraio 2025 viene ceduto in prestito, con diritto di riscatto fissato a 4 milioni di Euro, al Torino. con la maglia granata non troverà spazio, terminando la stagione con 0 presenze in Serie A e 1 sola presenza in un amichevole nella pausa nazionali contro L'Asti (Dove uscirà dopo 30 minuti per un infortunio che lo terrà fuori fino a fine stagione)
Il 1 luglio 2025 fa ritorno allo Stade de Reims, dato che il riscatto non viene esercitato dal Torino

## Statistiche

### Presenze e reti nei club
Statistiche aggiornate al 2 febbraio 2025.
| Stagione           | Squadra            | Campionato         | Campionato | Campionato | Coppe nazionali | Coppe nazionali | Coppe nazionali | Coppe continentali | Coppe continentali | Coppe continentali | Altre coppe | Altre coppe | Altre coppe | Totale | Totale |
| Stagione           | Squadra            | Comp               | Pres       | Reti       | Comp            | Pres            | Reti            | Comp               | Pres               | Reti               | Comp        | Pres        | Reti        | Pres   | Reti   |
| ------------------ | ------------------ | ------------------ | ---------- | ---------- | --------------- | --------------- | --------------- | ------------------ | ------------------ | ------------------ | ----------- | ----------- | ----------- | ------ | ------ |
| gen.-giu. 2022     | Dunkerque          | L2                 | 11         | 0          | CF              | -               | -               | -                  | -                  | -                  | -           | -           | -           | 11     | 0      |
| 2022-2023          | Angers             | L1                 | 25         | 3          | CF              | 3               | 0               | -                  | -                  | -                  | -           | -           | -           | 28     | 3      |
| 2023-gen. 2024     | Stade Reims 2      | N3                 | 2          | 1          | -               | -               | -               | -                  | -                  | -                  | -           | -           | -           | 2      | 1      |
| 2023-gen. 2024     | Stade Reims        | L1                 | 11         | 0          | CF              | 2               | 0               | -                  | -                  | -                  | -           | -           | -           | 13     | 0      |
| feb.-giu. 2024     | Caen               | L2                 | 15         | 1          | CF              | -               | -               | -                  | -                  | -                  | -           | -           | -           | 15     | 1      |
| 2024-feb. 2025     | Stade Reims        | L1                 | 17         | 0          | CF              | 2               | 0               | -                  | -                  | -                  | -           | -           | -           | 19     | 0      |
| Totale Stade Reims | Totale Stade Reims | Totale Stade Reims | 28         | 0          |                 | 4               | 0               |                    | -                  | -                  |             | -           | -           | 32     | 0      |
| feb.-giu. 2025     | Torino             | A                  | 0          | 0          | CI              | -               | -               | -                  | -                  | -                  | -           | -           | -           | -      | -      |
| Totale carriera    | Totale carriera    | Totale carriera    | 81         | 5          |                 | 7               | 0               |                    | -                  | -                  |             | -           | -           | 88     | 5      |